# Keith Mackay
Keith Gordon Mackay (8 dicembre 1956) è un ex calciatore neozelandese, di ruolo centrocampista.

## Carriera

### Club
Iniziò la carriera al Nelson United.
Trasferitosi al Gisborne City, lascerà il club nel corso del 1981 per giocare nel Christchurch United.
Torna nel 1982 al Gisborne City che lascerà la stagione seguente per giocare nel Manurewa, club con il quale vince la Chatham Cup del 1984.
Nel 1987, in forza al North Shore Utd disputa la Oceania Cup Winners' Cup, persa contro gli australiani del Sydney City.

### Nazionale
Vestì la maglia della Nuova Zelanda in trentasei occasioni ufficiali, segnando una rete, esordendo nella vittoria per gli All Whites contro il Messico, il 20 agosto 1980.
Fece parte della rosa All whites che partecipò ai Mondiali spagnoli del 1982, disputando tutti e tre gli incontri che i kiwi disputarono in terra iberica.

## Palmarès
- Chatham Cup: 1

Manurewa: 1984